# Pternopetalum nudicaule
Pternopetalum nudicaule är en flockblommig växtart som först beskrevs av H.Boissieu, och fick sitt nu gällande namn av Hand.-mazz. Pternopetalum nudicaule ingår i släktet Pternopetalum och familjen flockblommiga växter. Utöver nominatformen finns också underarten P. n. nudicaule.